# Trophée du meilleur gardien de but
Le Trophée du meilleur gardien de but est un trophée de hockey sur glace. Il est remis annuellement depuis la saison 1996-1997 au meilleur gardien de la Ligue nord-américaine de hockey.
Entre la saison 1996-1997 et la saison 2008-2009, le trophée était remis au meilleur duo de gardien de but.

## Récipiendaires du trophée
| Saison    | Vainqueur                             | Équipe                          |
| --------- | ------------------------------------- | ------------------------------- |
| 1996-1997 | Guy Moore Yannick Girard              | Grand Portneuf de Pont-Rouge    |
| 1997-1998 | Guy Moore Yannick Girard              | Grand Portneuf de Pont-Rouge    |
| 1998-1999 | Jean-François Dorais Sylvain Lauzière | Nova d'Acton Vale               |
| 1999-2000 | Guy Moore Mathieu Vachon              | Garaga de Saint-Georges         |
| 2000-2001 | Guy Moore Mathieu Vachon              | Garaga de Saint-Georges         |
| 2001-2002 | Guy Moore Mathieu Vachon              | Garaga de Saint-Georges         |
| 2002-2003 | Frédéric Deschênes Denis Desbiens     | Prolab de Thetford Mines        |
| 2003-2004 | Jean-François Labbé Mathieu Vachon    | Garaga de Saint-Georges         |
| 2004-2005 | Jean-François Damphousse Éric Fichaud | Radio X de Québec               |
| 2005-2006 | Luc Bélanger Jonathan Forest          | Saint-François de Sherbrooke    |
| 2006-2007 | Luc Bélanger Jonathan Forest          | Saint-François de Sherbrooke    |
| 2007-2008 | Maxime Gingras Dany Dallaire          | Caron et Guay de Trois-Rivières |
| 2008-2009 | Luc Bélanger Guillaume Lavallée       | Lois Jeans de Pont-Rouge        |
| 2009-2010 | David Guerrera                        | Marquis de Saguenay             |
| 2010-2011 | Frédéric Deschênes                    | Cool FM 103,5 de Saint-Georges  |
| 2011-2012 | Julien Ellis                          | Caron & Guay de Trois-Rivières  |
| 2012-2013 | Loïc Lacasse                          | Riverkings de Cornwall          |
| 2013-2014 | Marco Cousineau                       | Caron & Guay de Trois-Rivières  |
| 2014-2015 | Pier-Olivier Pelletier                | Marquis de Jonquière            |
| 2015-2016 |                                       |                                 |
| 2016-2017 |                                       |                                 |
| 2017-2018 |                                       |                                 |
| 2018-2019 | Philippe Cadorette                    | Assurancia de Thetford          |